# Verkeersbelasting
De verkeersbelasting is in België een indirecte belasting geheven op het bezit van een motorvoertuig. Ruim zes miljoen bezitters van een Belgische nummerplaat krijgen jaarlijks automatisch hun aanslag; alleen voor ruim 400.000 niet geautomatiseerde voertuigen, voornamelijk vrachtwagens, wordt nog met een aangifte en een vignet gewerkt.
De belasting is sinds 2001 een bevoegdheid van de gewesten. Dit door de vijfde staatshervorming, specifiek het Lambermontakkoord.
In Brussel heeft sinds 1 januari 2020 Brussel Fiscaliteit de belasting op de inverkeerstelling en de verkeersbelasting overgenomen.
In Vlaanderen wordt dit sinds  1 januari 2011 door de eigen Vlaamse Belastingdienst gedaan. De tarieven worden jaarlijks op 1 juli geïndexeerd op basis van de evolutie van de consumptieprijsindex. Zuiver elektrische wagens en auto’s op waterstof zijn vrijgesteld van verkeersbelasting.
In Wallonië wordt dit sinds 1 januari 2014 verzorgd door de Direction générale opérationnelle de la fiscalité (DGO7), onderdeel van Service public de Wallonie.